# Club Deportivo Oriental de Tulcán
El Club Deportivo Oriental es un equipo de fútbol profesional de la ciudad de Tulcán, Provincia de Carchi, Ecuador. Fue fundado el 12 de octubre de 1941. Su directiva aún está siendo confirmada, pero está integrada o conformada por el vicepresidente, el Secretario, el Tesorero y el Coordinador; su Presidente es el general Guillermo Gomezjurado. Se desempeña en el Anexo:Campeonato Provincial de Fútbol de Segunda Categoría del Carchi 2014, también en la Segunda Categoría del Campeonato Ecuatoriano de Fútbol.
El club tiene 64 años de vida, pero en la Federación Ecuatoriana de Fútbol el torneo provincial de Carchi se empezó a jugar desde 2014 por primera vez por eso consta, como todos los equipos de esta provincia, como si fueran creados en ese mismo año.
Está afiliado a la Asociación de Fútbol Profesional del Carchi.

## Historia
Este tradicional club de la ciudad de Tulcán data sus inicios el 12 de octubre de 1941, en ese momento el fútbol ecuatoriano recién estaba en sus inicios y este pequeño club empezó un gran sueño, por esas décadas el fútbol de la Provincia de Carchi tampoco estaba muy desarrollado y hasta la actualidad Carchi una pequeña provincia al Norte de Ecuador no se daba a conocer en el fútbol profesional.
Los primeros pasos del club después de su fundación en la década del 40 los dieron en el fútbol barrial donde se dio a conocer frente al pueblo carchense y fue ganando más adeptos con el pasar de los años, y así se recuerdan grandes partidos contra su rival de siempre el ya extinto Club Deportivo Martillo, y claro también protagonizó grandes encuentros contra equipos de antaño como el Club Deportivo 5 de Junio, Club Deportivo Quito, Club Patria de Tulcán, Club Vicente Fierro y el Club Deportivo 10 de Agosto.
También el club ha tenido momentos históricos como aquella victoria 3 - 1 en el Estadio Olímpico Atahualpa ante El Nacional partido que se jugó por un preliminar de Copa Libertadores grandes momentos se vivieron cuando a la ciudad llegaron a jugar clubes como Aucas, América de Quito, Politécnico, Deportivo Quito, Everest, C.S. Emelec, Olmedo, entre otros y todos ellos han caído ante el Deportivo Oriental; todos estos partidos se jugaron en el Estadio Olímpico de Tulcán.
La afición carchense también recuerda a grandes jugadores que pasaron por el club y que defendieron con gran honor los tradicionales colores verde y rojo del Oriental, estos jugadores recordados son: el ‘caballito’ Ayala, ‘guaycoso’ Mora, hermanos Quezada, Guillermo Gomezjurado, Hugo Cerón, Jorge y Aníbal Luna, ‘Perico’ Polo, Nelson Barragán y Marcelo Ortiz; todos ellos muy recordados por la afición, pero el de la historia particular es Guillermo Gomezjurado quien en el año de 1962 empezó su trayectoria en el equipo de la capital del Carchi y que en el año 2014 se convierte en el actual presidente del Club y lo recordarán como el primero que llevó al Deportivo Oriental a un torneo profesional avalado por la Federación Ecuatoriana de Fútbol.
Otro importante momento en la historia del club, que ya es mucho más actual, es su primera clasificación para representar a la provincia del Carchi en los Zonales de la Segunda Categoría 2014. En este año también consiguió el Subcampeonato del torneo provincial.
El club formó parte de lo profesional en el 2013 y por ende también como todo equipo reconocido profesionalmente debe ser Formativo, es decir trabajar en todas las divisiones formativas con sus respectivas categorías, así el 4 de abril del 2013 se dicta el Acuerdo Ministerial Nro.0812 que lo reconoce como Club Deportivo Formativo.